# Грохот на ринга
„Грохот на ринга“ (на английски: Rumble) е американска компютърна анимация от 2021 година на режисьора Хамиш Грийв, базирана на графичния роман Monster of the Hill на Роб Харъл, озвучаващият състав се състои от Уил Арнет, Тери Крюз, Джералдина Висванатхан, Роман Рейнс, Тони Данза, Беки Линч, Сюзън Келечи Уотсън, Стивън А. Смит, Джими Татро и Бен Шварц.
Продуциран е от Paramount Animation, WWE Studios, Walden Media и Reel FX Animation Studios, филмът е пуснат в Съединените щати на 15 декември 2021 г. от Paramount+. Получава отрицателни рецензии от критиката.
Филмът се посвещава на художника на сториборда на филма Крейг Грасо, който умира през 2019 г.

## Актьорски състав
| Актьор                 | Роля                       |
| ---------------------- | -------------------------- |
| Уил Арнет              | Стив/Рейбърн младши        |
| Грейсън Нютън          | Младия Стив/Рейбърн младши |
| Джералдина Висванатхан | Уини Койл                  |
| Кая Маклийн            | Младата Уини Койл          |
| Тери Крюз              | Тентакулар                 |
| Фред Меламед           | Кметът                     |
| Чарлс Баркли           | Стив/Рейбърн старши        |
| Крис Еубанк            | Крал Джордж                |
| Бриджит Еверет         | Лейди Мейхъм               |
| Бен Шварц              | Джимъти Брет-Чадли III     |
| Брайън Баумгартнер     | Клонк                      |
| Джими Татро            | Макгинти                   |
| Беки Линч              | Ейксхамър                  |
| Роман Рейнс            | Рамарила                   |
| Тони Данза             | Сиги                       |
| Сюзън Келечи Уотсън    | Маги                       |
| Карлос Гомез           | Джимбо Койл                |
| Стивън А. Смит         | Марк Реми                  |
| Тони Шалуб             | Фред                       |
| Грета Лий              | Съветничката (малка роля)  |

## Продукция
На 18 февруари 2015 г. Reel FX Creative Studios обявява адаптация на графичния роман Monster of the Hill през 2013 г., написан от Роб Харъл, за да бъде написан от Мат Либърман. На 25 април 2018 г. Paramount Animation обявява, че се е присъединил към филма като копродуцент с Walden Media в CinemaCon в Лас Вегас. Ветеранът от DisneyToon Studios Брадли Реймънд първоначално е нает да режисира филма, но поради неизвестни причини той евентуално е заместен от Хамиш Грийв, ръководителят на историята за филма като „Чудната петорка“ и „Капитан Гащи: Първото епично приключение“, в който прави своя режисьорски дебют. На 12 юни 2019 г. заглавието е променено на Rumble.

### Кастинг
Обявяването на първия кастинг се състои от Джералдина Висванатхан, Уил Арнет и Тери Крюс.

## Пускане
На 19 септември 2019 г. премиерата на филма е насрочена за 31 юли 2020 г. На 12 ноември 2019 г. датата на пускане е променена на 29 януари 2021 г. На 27 октомври 2020 г. датата на пускане се премества на 14 май 2021 г. и се премества отново от 27 януари 2021 г. до 18 февруари 2022 г. като резултат от пандемията от COVID-19. На 26 ноември 2021 г. филмът прави една последна стъпка до 15 декември 2021 г. като ексклузивна премиера от Paramount+, в който отменя театралното издание.

## В България
В България филмът трябваше да бъде пуснат по кината на 18 февруари 2022 г. от „Форум Филм България“, но е отменен.
На 31 декември 2023 г. ще се излъчи премиерно по Нова телевизия.

### Синхронен дублаж
| Роля          | Изпълнител                                                                               |
| ------------- | ---------------------------------------------------------------------------------------- |
| Стив          | Константин Лунгов                                                                        |
| Уини          | Балена Ланджева                                                                          |
| Пипалото      | Петър Бонев                                                                              |
| Други гласове | Анатолий Божинов Станислав Пищалов Георги Стоянов Росен Русев Момчил Степанов Ася Рачева |

| Режисьор на дублажа | Мариета Петрова |